# (15056) Barbaradixon
(15056) Barbaradixon (1998 YP12) – planetoida z grupy pasa głównego asteroid okrążająca Słońce w ciągu 5,21 lat w średniej odległości 3 j.a. Odkryta 28 grudnia 1998 roku.